# Jón Grunnvíkingur
Jón Ólafsson, kallad Jón Ólafsson úr Grunnavík eller Jón Grunnvíkingur, född den 15 augusti 1705, död den 17 juni 1779, var en isländsk vetenskapsman.
Jón Ólafsson tillbringade större delen av sitt liv i Köpenhamn där han var verksam vid universitetet. Det var han som kopierade en nu förlorad handskrift som innehöll de enda kvarvarande resterna av det baskisk-isländska pidginspråket.
Jón Ólafsson var amanuens hos Arne Magnusson och blev den förste arnamagneanske stipendiaten samt skrev en levnadsteckning över sin store lärare (utgiven 1836).
Jón Ólafsson förekommer i Halldór Laxness bok Islands klocka, där han omnämns som Jón Grindvicensis, latin för "Grindaviks-Jón".